# King Stitt
King Stitt, mit richtigem Namen Winston Cooper oder Winston Sparkes (* 17. September 1940 in Kingston; † 31. Januar 2012 ebenda), war ein jamaikanischer Deejay.

## Werdegang
King Stitt begann seine Musikerkarriere Ende der 1950er Jahre als Sicherheitsmann und Deejay bei Coxsone Dodds Downbeat Sound System. Seine ersten Plattenveröffentlichungen wurden von Clancy Eccles produziert und führten zu ersten Erfolgen in Jamaika und in Großbritannien, wie zum Beispiel Fire Corner und Herbsman Shuffle. Später arbeitete er wieder häufiger mit Dodd in dessen Studio One.
Wegen einer Deformation seines Gesichts und bezugnehmend auf den Italo-Western The Good, the Bad and the Ugly nannte King Stitt sich The Ugly One. Stitt thematisierte das auch auf seiner ersten Single Lee Van Cleef (aka The Ugly One), zu deren Beginn er ausruft: „I am the ugly one!“
Stitt erkrankte nach seiner Rückkehr von einer Brasilien-Tournee im Oktober 2011 und verbrachte mehrere Monate im Krankenhaus in Kingston. Er starb am 31. Januar 2012 im Alter von 71 Jahren, kurz nach seiner Entlassung aus dem Krankenhaus.
Sein Stil inspirierte den jungen Dillinger und Sugar Minott.

## Diskografie (Auswahl)
- Fire Corner, Trojan Records, 1969
- Dance Hall ’63, Studio One, 1993
- Reggae Fire Beat, 1969-1970, Jamaican Gold, 1996